# Holly Holm
Holly Rene Holm-Kirkpatrick (født 17. oktober 1981 i Albuquerque i New Mexico i USA) , er en amerikansk MMA-udøver og flergange verdensmester i boksning som siden 2015 har konkurreret i organisationen Ultimate Fighting Championship hvor hun mellem november 2015 og marts 2016 var mester i bantamvægt. Hun er også tidligere kickboxer. Hun er rangeret af BoxRec som den næstbedste kvindelige professionelle bokser nogensinde .
Holms mest bemærkelsesværdige sejr i mixed martial arts (MMA) var til UFC 193 (den 15. november 2015), foran en rekorden af et antal tilskuere til en UFC begivenhed (56,214 tilskuere) i Melbourne, da hun vandt bantam-vægts-titlen og gav amerikanske Ronda Rousey hendes første nederlag i sporten. Kampen er anset for at være en af de støre overraskelser i kampsportens historie.
Holm er den første person, der havde vundet en verdensmestertitel i både boksning og MMA. Den 31. juli 2017 var hun rangeret som den anden kvindelig bantamvægtudfordre til Ultimate Fighting Championship og som nr. 3 af Sherdog. Hun blev også rangeret som nummer tre i sin vægtklasse af Sherdog, mens Fight Matrix listede hende som nummer 7. UFC-kæmper og holdkammerat Jon Jones har kaldt hende den bedste kvindelige atlet i kampsportens historie.

## Tidlige liv
Holm blev født i Albuquerque i New Mexico og voksede op tæt på Bosque Farms, som den yngste af tre børn. Hendes far, Roger, er en Church of Christ-præst, og som kæmper fik Holm senere kælenavnet "The Preacher's Daughter". Holm er primært af irsk afstamning.
Da Holm voksede op spillede hun fodbold og deltog i gymnastik, svømning og dykning. Hendes forældre blev skilt kort tid efter at hun bestod fra Manzano High School i 2000; efter at have bestået studerede hun et år på University of New Mexico.

## Privatliv
Holm har et tæt forhold til sine forældre og brødre. Hendes far har aldrig misset nogle af hendes kamp og i flere år assisterede han hende i hendes ringhjørne under hendes boksekampe. Hende og sin far er partnere i et ejendomsfirma. Holm er kristen og hendes trosbaggrund er Churches of Christ. Hendes mor Tammy Bredy har set få af kampe med Holm i buret og er sjældent med til Holms kampe.
I 2012, giftede hun sig med Jeff Kirkpatrick, der også er fra Albuquerque.

## Professionel boksekarriere
Holm har haft adskillige weltervægt-boksetitler, og anset for at være den bedste kvindelige weltervægter i verden samt den bedste nogensinde af en del. Hun har også været kåret som Ring Magazine kvindelige Fighter of the Year to år i træk i 2005 og 2006. Hun er et stort navn i sin hjemby i Albuquerque, hvor hun har haft alle sine kampe på nær tre.
Den 16. april 2013 annoncerede, Holm at hun ville pensionere sig som bokser og fortsætte med en karriere som MMA-udøver. Meldingen kom som et punktum i forhandlinger med at få en titelkamp til mellem Holm og norske Cecilia Brækhus, som er indehaver af de fire største og vigtigste boksetitler i weltervægt, som hun har forsvaret gang på gang.

### Ultimate Fighting Championship
Holm fik sin debut inden for professionel MMA den 4 marts 2011. Efter at have vundet syv sejre i træk fik hun den 28. februar 2015 sin første kamp i organisationen UFC, da hun mødte Raquel Pennington på UFC 184. Holm vandt kampen via split decision (29–28, 28–29, 30–27).
Den 15 juli 2015 mødtes Holm og Marion Reneau på UFC Fight Night: Mir vs. Duffee i en kamp, som Holm vandt via enstemmig afgørelse. Sejren gjorde, at Holm fik mulighed for at få en titelkamp mod den regerende mester Ronda Rousey.

#### Kvindelig bantamvægtsmesterskab
Holm og Rousey mødtes i hovedkampen på UFC 193 den 14. november 2015 om bantamvægtstitlen. Holm vandt kampen via KO i 2. omgang og blev dermed ny mester i vægtklassen. Sejren ansås for at være en af de støre overraskelser i sportens historie.
Den 5. marts, 2016 mødtes Holm og Miesha Tate på UFC 196. Hun tabte via submission i 5. omgang og tabte dermed mestertitlen.
Holm og Valentina Shevchenko mødtes i hovedkampen på UFC on Fox: Holm vs. Shevchenko den 23. juli 2016. Shevchenko vandt kampen via enstemmig afgørelse.

#### Kvindelig fjervægtsmesterskab
Den 11. februar 2017 mødtes Holm og Germaine de Randamie i en kamp om fjervægtstitlen på UFC 208. Hun tabte kampen via en kontroversiel enstemmig afgørelse. I slutningen af anden og tredje omgang fortsatte de Randamie med at affyre slag efter at hornet havde lydt, og dommeren trådte ind, hvoraf den første var en højre hånd, der synligt rystede Holm, som allerede havde stoppet at kæmpe. Dommeren fratræk ikke et point ved nogen lejlighed, hvilket afgørende påvirkede resultatet af kampen. 14 23 af medier og en stor del af MMA fans mente at Holm vandt kampen. Holm sagde i et interview efter kampen and at hun mente at Randamie affyrede slagene med vilje . Hun indgav en klag til New York State Athletic Commission (NYSAC) for at nærstudere kamplederens beslutningen og afgøre om, at der var tale om et "appropriate result". Den 28. februar blev det offentliggjort, at NYSAC afviste klagen, da de fandt "no clear error or violation of statute or rule".

#### Tilbagevenden i bantamvægt
Holm vendte tilbage i bantamvægt efter at have tabt fjervægtskampen. Holm kæmpede hovedkamp på UFC Fight Night: Holm vs. Correia den 17. juni 2017 mod Bethe Correia i Singapore. Holm vandt kampen via KO i 3. omgang via et hovedspark, der slog Correia i gulvet og derefter et slag. Kampen gav Holm hendes anden Performance of the Night-pris. bonus award. This also set up her bout against current UFC Women’s Featherweight Champion Cris Cyborg at UFC 219.

#### Tilbagevenden i fjervægt
Holm og Crris Cyborg mødtes i en titelkamp om UFC-fjervægt-titlen på UFC 219 den 30. december 2017. Hun tabte via enstemmig afgørelse. Kampen gav Holm hendes anden Fight of the Night-pris.
Den 9 juni 2018 mødte Holm og Megan Anderson på UFC 225. Holm vandt via enstemmig afgørelse.

## I populærkultur
Holm er en af adskillige boksere, der er blevet fotograferet af kunstneren Delilah Montoya og udgivet i en udgave af Women Boxers: The New Warriors. Hun optræder i spillefilmen Fight Valley fra 2016.

## Filmografi

### Tv
| År   | Titel                | Rolle   | Noter                                     |
| ---- | -------------------- | ------- | ----------------------------------------- |
| 2010 | Knockout Sportsworld | Herself | Episode: "Throwing Bombs" Archive footage |

### Film
| År   | Titel        | Rolle        | Noter         |
| ---- | ------------ | ------------ | ------------- |
| 2016 | Fight Valley | Payton Walsh | [ 41 ] [ 42 ] |